# Kevin Reynolds (Regisseur)
Kevin Hal Reynolds (* 17. Januar 1952 in San Antonio, Texas) ist ein ehemaliger US-amerikanischer Rechtsanwalt und heute Filmregisseur und Drehbuchautor.

## Biografie
Kevin Reynolds wuchs im texanischen Waco als ältestes von vier Kindern auf. Sein Vater Herbert H. Reynolds war Psychologieprofessor an der Baylor University und wurde später – im Februar 2000 – ihr Dekan. Bereits während der Schule engagierte sich Reynolds am Theater und schrieb bereits eigene Stücke.
Auf Bitten seiner Familie entschied sich Reynolds zunächst gegen eine Künstlerlaufbahn und begann Rechtswissenschaften zu studieren. Nach seinem Abschluss arbeitete er als Anwalt in Austin. Sein Spezialgebiet war das Wahlrecht; auch arbeitete Reynolds für den späteren demokratischen Gouverneur von Texas, Mark White.
Gleichzeitig sparte er genügend Geld, um Vorlesungen über Filme an der University of Texas zu besuchen. Sein Mentor, der 1999 verstorbene Regisseur Edward Dmytryk, verhalf ihm zu einem Studienplatz an der University of Southern California, so dass Reynolds 1979 nach Los Angeles zog. Nur ein Jahr später, 1980, schrieb er das Drehbuch zu Proof, einem 24-minütigen Kurzfilm, der auch Reynolds’ Regiedebüt markiert.
Seit diesem Zeitpunkt führte Reynolds bei zahlreichen bekannten Spielfilmen des Independentfilms Regie. War Edward Dmytryk sein Sprungbrett auf den Regiestuhl, so verhalf er Kevin Costner zu dessen Wissen, damit dieser Der mit dem Wolf tanzt realisieren konnte. Beide übernahmen auch die Regie von Waterworld. Mit Costner arbeitete Reynolds auch 2012 in der Mini-TV-Serie Hatfields & McCoys zusammen und wurde für die Regie auch für einen Emmy nominiert.

## Filmografie
Regie:
- 1985: Fandango
- 1988: Bestie Krieg (The Beast)
- 1991: Robin Hood – König der Diebe (Robin Hood: Prince of Thieves)
- 1994: Rapa Nui – Rebellion im Paradies (Rapa Nui)
- 1995: Waterworld (Regie mit Kevin Costner)
- 1997: 187 – Eine tödliche Zahl (One Eight Seven)
- 2002: Monte Cristo (The Count of Monte Cristo)
- 2006: Tristan & Isolde
- 2012: Hatfields & McCoys (Miniserie)
- 2016: Auferstanden (Risen)

nur Drehbuch:
- 1984: Die rote Flut (Red Dawn)

## Auszeichnungen
- Nominiert für die Goldene Himbeere in der Kategorie Schlechteste Regie für Waterworld